# Claville-Motteville
Claville-Motteville är en kommun i departementet Seine-Maritime i regionen Normandie i norra Frankrike. Kommunen ligger i kantonen Clères som tillhör arrondissementet Rouen. År 2022 hade Claville-Motteville 259 invånare.

## Befolkningsutveckling
Antalet invånare i kommunen Claville-Motteville
| Referens: INSEE |